# 弗拉丝塔
弗拉丝塔（捷克語：Vlasta），又称瓦拉斯卡（拉丁語：Valasca），或译普拉斯妲，是恩尼亚·席维欧·皮可洛米尼（教宗庇護二世）在其著作《波西米亚历史》中提到的一位女性，是捷克传说中的波西米亚女王莉布丝的侍女长及支持者。

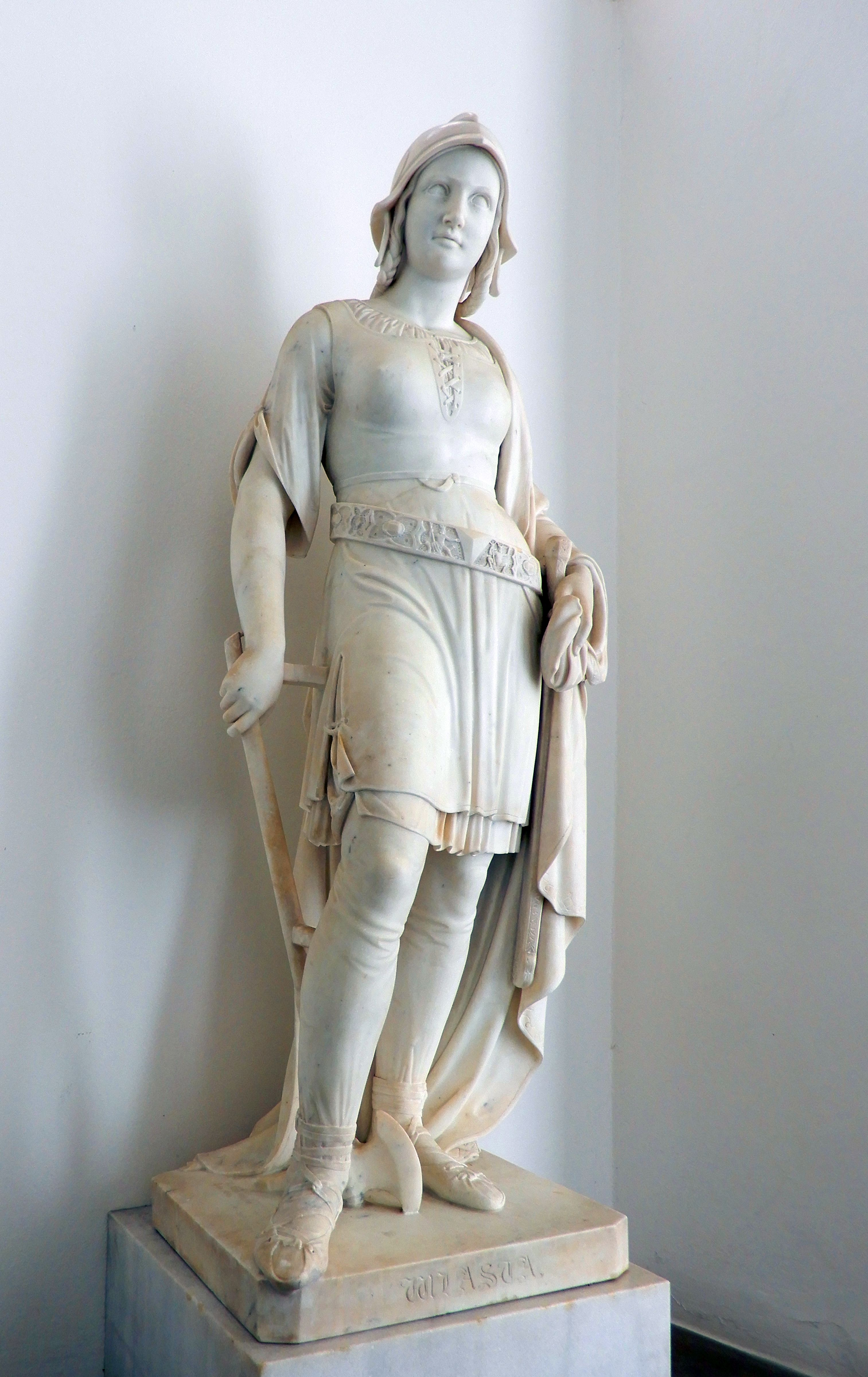
弗拉丝塔雕塑（1842年）

## 生平
公元738年，莉布丝去世后，其最中意的侍女长弗拉丝塔领导了一场女性起义，反抗莉布丝的丈夫普熱米斯爾的统治，成功夺取其政权，建立了一个由女性统治的母權国家。
弗拉丝塔下令，只有女性才能接受军事操练，男孩需要致残，通过切除右眼和拇指使他们丧失战斗能力。传说称弗拉丝塔为波西米亚女性分发了一种可以保护她们免受男性伤害的药水。
在维持其七年的统治之后，弗拉丝塔在战斗中被普热米斯尔杀死，从此男性重新掌权。

## 其他

弗拉丝塔画像（布拉格霍莱绍维采，杜克尔斯基赫街44号）

传说中，弗拉丝塔的根据地位于捷克摩拉維亞-西里西亞州布倫塔爾縣维多沃莱山上的少女城堡。

## 流行文化
热门奇幻电视剧《齊娜武士公主》中一个叫韦拉丝卡的角色大致取材于弗拉丝塔，剧中其夺得王位并成为亞馬遜女王。